# Freedom (canción de Alice Cooper)
«Freedom» es una canción de Alice Cooper, publicada como sencillo del álbum Raise Your Fist and Yell. Fue compuesta por Alice Cooper y Kane Roberts.
Fue elegida como único sencillo del álbum. No pudo ingresar en las listas de éxitos estadounidenses; sin embargo, logró ubicarse en la posición #50 en las listas británicas a comienzos de 1988. El lado B del sencillo en ambos países fue la canción "Time to Kill".
Fue el último sencillo de Cooper publicado por MCA hasta 1992, cuando Geffen Records (comprado por MCA en 1990) publicó la canción "The Garden" de Guns N' Roses, del álbum Use Your Illusion I como sencillo, con Cooper como cantante invitado.